# Lontai Boriska
Lontai Boriska (Sz. Rontay Boriska) (Pest, 1872. január 8. – Budapest, 1956. április 5.) magyar színésznő, táncos, operetténekes, szubrett.

## Életpályája
Rákosi Szidi színiiskolájának elvégzése után 1894-ben Győrben kezdett színészkedni. Innen Aradra ment Leszkay András társulatához, majd Kassára került. Szendrey Mihállyal kötött házassága után férje együttesében játszott.

## Családja
Férje Szendrey Mihály (1866–1956) színházigazgató volt, fiuk Szendrey Mihály (1902–1989) színművész.

## Színházi szerepei
- Szirmai Albert: Mágnás Miska – Marcsa
- Carl Michael Ziehrer: Svihákok – Berta
- Huszka Jenő: Gül baba – Gábor diák
- Kálmán Imre: Tatárjárás – Mogyoróssy önkéntes
- Huszka Jenő: Bob herceg – György
- Follinus Aurél: Náni – Náni